# 弗洛勒爾城 (佛羅里達州)
弗羅勒爾城（英語：Floral City）是位於美國佛羅里達州西特拉斯縣的一個人口普查指定地區。

## 地理
弗羅勒爾城的座標為28°44′00″N 82°18′00″W / 28.73333°N 82.30000°W，而該地最高點為海拔高度19米（即62英尺）。

## 人口
根據2010年美國人口普查的數據，弗羅勒爾城的面積為64.50平方千米，當中陸地面積為60.40平方千米，而水域面積為4.10平方千米。當地共有人口8622人，而人口密度為每平方千米133人。